# Jeanne Shaheen
Cynthia Jeanne Shaheen, nata Bowers (Saint Charles, 28 gennaio 1947), è una politica statunitense, attuale senatrice democratica per lo stato del New Hampshire e in precedenza governatrice dello stesso stato dal 1997 al 2003.

## Biografia
Insegnante di scuola superiore, la Shaheen entrò in politica dapprima con piccoli incarichi, fino poi ad essere eletta governatrice nel 1996. Dopo essere stata rieletta per altri due mandati (1998 e 2000), fu messa a capo dell’Harvard Institute of Politics nel 2005, succedendo all'ex Segretario dell'Agricoltura Dan Glickman.
Nel 2008 la Shaheen abbandonò questo incarico per candidarsi al Senato contro il repubblicano in carica John Sununu; sei anni prima la Shaheen si era già scontrata con Sununu per quel seggio, ma ne era uscita sconfitta con il 47% dei voti. Questa volta però l'ex-governatrice riuscì a vincere con il 52% contro il 45% dell'avversario.
La Shaheen è stata anche coinvolta in due elezioni presidenziali: in quelle del 2000 sostenne Al Gore già nelle primarie contro Bill Bradley, tanto che si fece il suo nome come probabile candidata Vicepresidente; in quelle del 2004 invece fu una stretta collaboratrice di John Kerry nella sua campagna elettorale.